# Menzel Mutzke

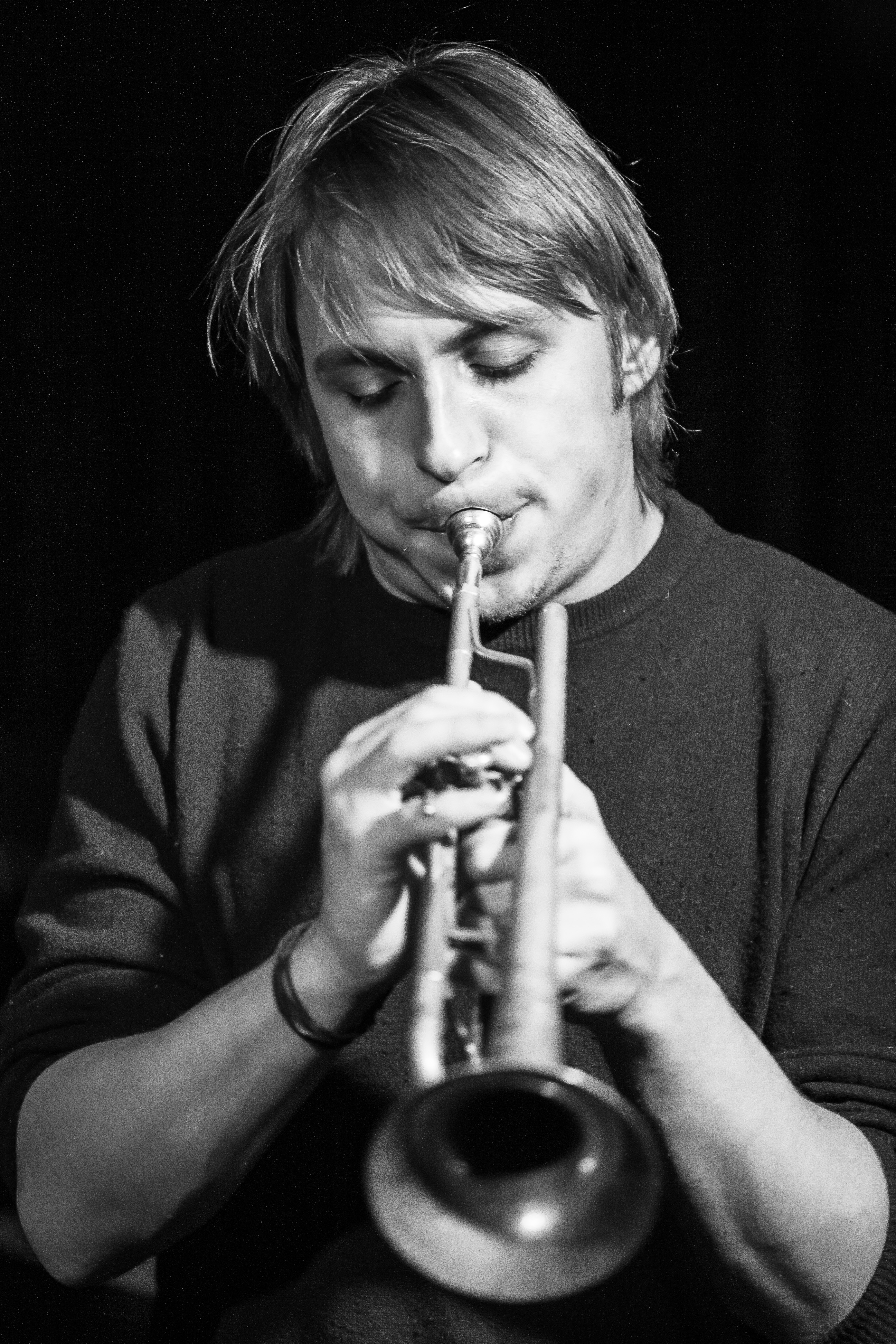
Menzel Mutzke (2007)

Menzel Mutzke (Bad Säckingen, 29 november 1984) is een Duitse jazztrompettist en -componist.

## Biografie
Mutzke begon op zijn negende trompet te spelen. Na enkele jaren klassieke trompetles studeerde hij bij jazztrompettist Daniel Schenker, in Zürich. In die tijd was hij lid van het Landesjugendjazzorchester Baden-Württemberg en diverse jazzcombo's. In 2003 won hij de eerste prijs op Jugend jazzt. In 2004 ging Mutzke naar Keulen, om te studeren bij Andy Haderer. In 2005 ging hij spelen bij het Bundesjazzorchester o.l.v. Peter Herbolzheimer. In 2007 studeerde hij kort bij Matthieu Michel in Lausanne. Hij had verder les bij Claudio Roditi, Ack van Rooyen, Henning Berg, Alex Sipiagin en Bert Joris.
Mutzke speelde op verschillende jazzfestivals, waaronder Jazz à Vienne, North Sea Jazz Festival en het Montreux Jazz Festival. Hij trad o.m. op met Dee Dee Bridgewater, Roy Hargrove, Maynard Ferguson en de James Brown Band. In 2008 trad hij op met het trio van Marcel Wasserfuhr. Hij speelde in die tijd ook in de band van zijn broer, de zanger Max Mutzke. Verder werkte hij samen met Christoph Möckel, Lucas Leidinger, The Lazy Monks en de groep van Pablo Held In 2011 begon hij de groep Bloom met de gedachte kamermuziek uit te voeren, het trio bestond uit Volker Heinze en Simon Seidl en werd later uitgebreid met drummer Fabian Arends. Mutzke werd in 2012 lid van de brassband Moop Mama.

## Discografie (selectie)
- Jazzattack Hausgemacht (Mons Records, 2005), met Malte Dürrschnabel, Lukas Rabe, Sebastian Scheipers, Konstantin Uhrmeister, Moritz Baumgärtner, Adrian Mears
- Pablo Held Glow (Pirouet, 2011)
- Max Mutzke Durch Einander (Columbia, 2012)